# Polly Moran
Polly Moran (Chicago, 28 de juny de 1883 – Los Angeles, 25 de gener de 1952) va ser una actriu de vodevil, teatre i cinema mut.

## Biografia

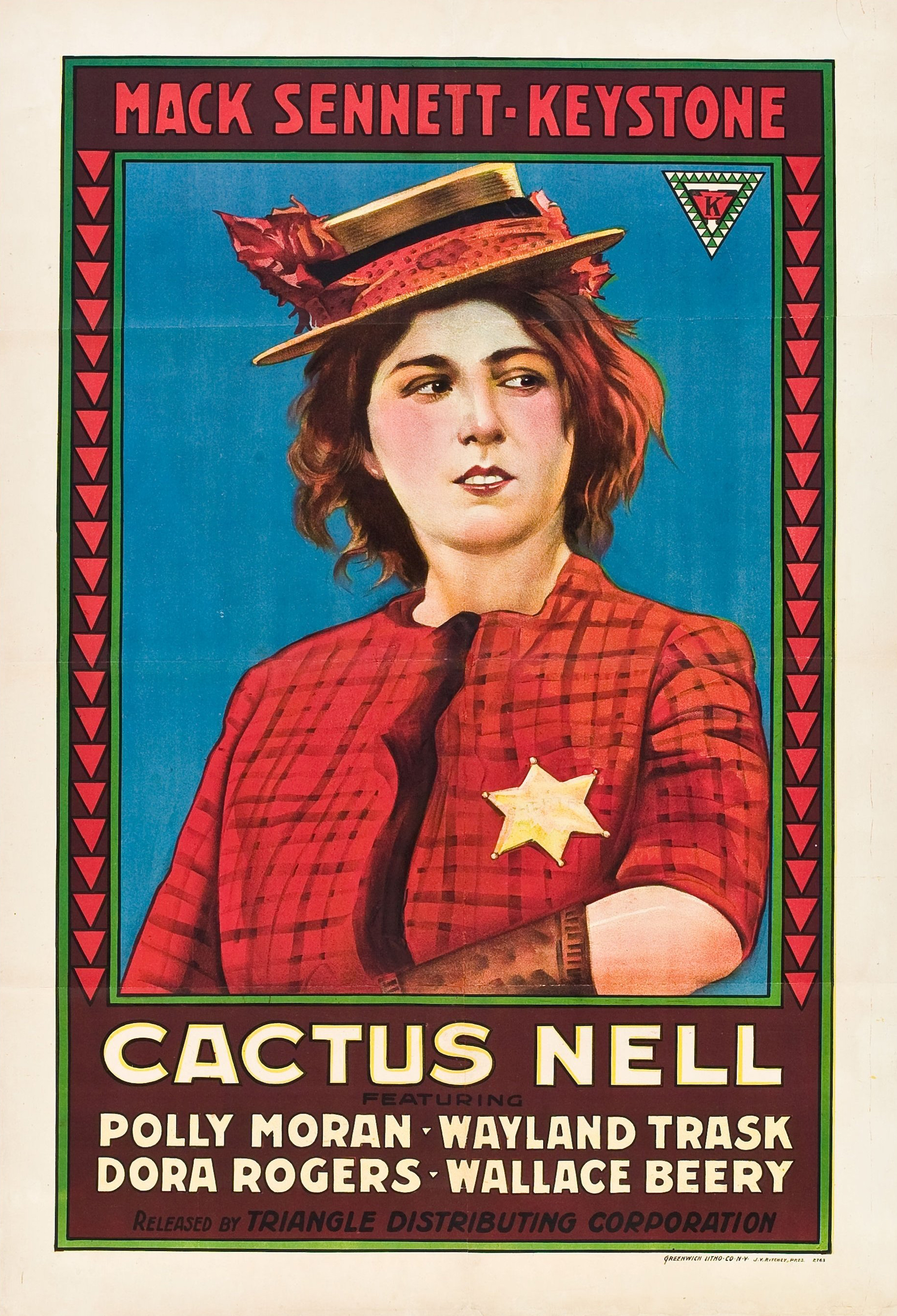
Polly Moran caracteritzada com a Sheriff Nell

Pauline Theresa Moran (nom artístic, Polly Moran) va néixer a Chicago el 1883 en el si d'una família d'origen irlandès dedicada al teatre. Va estudiar a la Sant Patrick’s School de Chicago i el seu primer paper va ser als 8 anys en una adaptació de La cabana de l'oncle Tom. Va començar com a actriu de vodevil fent gires per Nord-amèrica, Europa o Sud-àfrica en companyies com “Maurice Kraus" "Twentieth Century Maids” o “The Imperial Burlesquers”. El 1911 es va casar amb l'actor de vodevil Robert Sandberg.
La seva primera experiència amb el cinema, el western “When Joe Went West” (1913), va ser poc positiva ja que va rebre una punyalada accidentalment. El juliol de 1915, gràcies a la seva fama en el vodevil, 1914 va signar un contracte amb la Keystone de Mack Sennett. Allà va fer parella amb l'actor irlandès Charlie Murray i més tard amb Ben Turpin, caracteritzada com a Sheriff Nell, personatge molt popular i que la va convertir en l'actriu més ben pagada de la Keystone. Allà va perfeccionar l'estil còmic, impertinent i descarat, amb el qual va ser coneguda. El 1918 es va divorciar i poc després va adoptar una criatura òrfena de guerra anomenada John Michael Joseph.
El 1919 va abandonar la Keystone per signar per fer comèdies amb la Fox Sunshine Comedies. El 1923 va abandonar el cinema per concentrar-se en la seva carrera teatral i no va tornar davant la càmera fins al 1926 per a l'any següent signar un contracte amb la MGM. Va protagonitzar junt amb Marie Dressler “The Callahans and the Murphys” (1927) i ambdues apareixerien en altres vuit pel·lícules juntes, “Chasing Rainbows” (1930), “Caught Short” (1930), o “Prosperity” (1932). Després de la mort de Dressler el 1934 la carrera de Moran va declinar ràpidament i només va protagonitzar pel·lícules de baix pressupost o de sèrie B. El 1940 es va retirar. Vivia a Laguna Beach però va continuar mantenint una vida social molt activa a Hollywood. Va retornar breument en la comèdia “Adam’s Rib” (1949) però fou la darrera aparició.
Va morir d'una malaltia cardiovascular als 67 anys.

## Filmografia seleccionada
- When Joe Went West (1913)
- Ambrose's Little Hatchet (1915)
- Caught in the Act (1915)
- The Beauty Bungler] (1915)
- Their Social Splash (1915)
- Those College Girls (1915)
- A Favorite Fool (1915)
- Her Painted Hero (1915)
- His Father's Footsteps (1915)
- Fatty and the Broadway Stars (1915)
- The Hunt (1915)
- A Movie Star (1916)
- Love Will Conquer (1916)
- The Village Blacksmith (1916)
- By Stork Delivery (1916)
- An Oily Scoundrel (1916)
- Bath House Blunder (1916)
- His Wild Oats (1916)
- Madcap Ambrose (1916)
- Pills of Peril (1916)
- Vampire Ambrose (1916)
- Her Fame and Shame (1917)
- His Naughty Thought (1917)
- Cactus Nell (1917)
- She Needed a Doctor (1917)
- His Uncle Dudley (1917)
- Roping Her Romeo (1917)
- The Pullman Bride (1917)
- Taming Target Center (1917)
- Hold Me Tight (1920)
- Skirts (1921)
- Two Weeks with Pay (1921)
- The Affairs of Anatol (1921)
- Luck (1923)
- The Blackbird (1926)
- The Scarlet Letter (1926)
- Twinkletoes (1926)
- Flesh and the Devil (1926)
- The Show (1927)
- The Callahans and the Murphys (1927)
- The Thirteenth Hour (1927)
- Are Brunettes Safe? (1927)
- London After Midnight (1927)
- The Enemy (1927)
- Buttons (1927)
- The Divine Woman (1928)
- Rose-Marie (1928)
- Bringing Up Father (1928)
- The Trail of '98 (1928)
- Detectives (1928)
- Telling the World (1928)
- Beyond the Sierras (1928)
- While the City Sleeps (1928)
- Show People (1928)
- Shadows of the Night (1928)
- A Lady of Chance (1928)
- Honeymoon (1928)
- The Five O'Clock Girl (1928)
- China Bound (1929)
- The Hollywood Revue of 1929 (1929)
- Speedway (1929)
- The Unholy Night (1929)
- So This Is College (1929)
- Hot for Paris (1929)
- Crazy House (1930)
- Chasing Rainbows (1930)
- The Girl Said No (1930)
- Way Out West (1930)
- Caught Short (1930)
- Way for a Sailor (1930)
- Paid (1930)
- Remote Control (1930)
- It's a Wise Child (1931)
- The Stolen Jools (1931)
- Reducing (1931)
- Politics (1931)
- Guilty Hands (1931)
- The Passionate Plumber (1932)
- Prosperity  (1932)
- Alice in Wonderland (1933)
- Hollywood Party (1934)
- Down to Their Last Yacht (1934)
- Two Wise Maids (1937)
- Ladies in Distress (1938)
- Red River Range (1938)
- Ambush (1939)
- Meet the Missus (1940)
- Tom Brown's School Days (1940)
- Petticoat Politics (1941)
- Adam's Rib (1949)
- The Yellow Cab Man (1950)